# Cryptosphaeria mangrovei
Cryptosphaeria mangrovei är en svampart som beskrevs av K.D. Hyde 1993. Cryptosphaeria mangrovei ingår i släktet Cryptosphaeria och familjen Diatrypaceae.   Inga underarter finns listade i Catalogue of Life.